# Roca piroclàstica

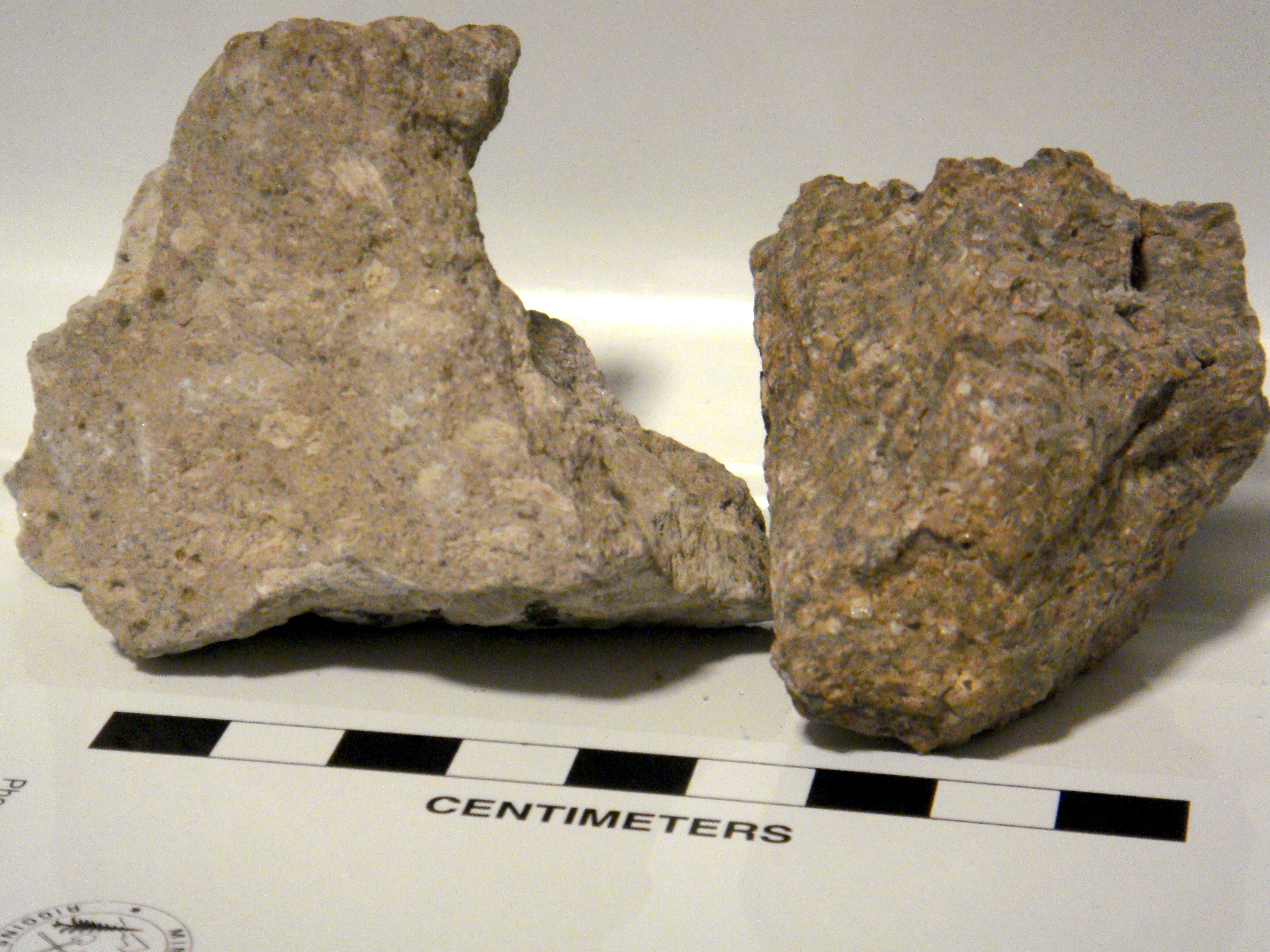
Roques del Bishop Tuff.

Les roques piroclàstiques o piroclàstiques (paraula derivada del grec: πῦρ, que significa foc; i κλαστός, que significa trencat) són roques clàstiques compostes només o principalment per materials volcànics. Quan els materials volcànics ha estat transportat i reelaborat a través d'acció mecànica, com la del vent o l'aigua, aquestes roques es diuen volcanoclàstiques. Comunament associades amb activitat volcànica d'erupcions dels estils planians o de Krakatoa o erupció ortomagmàtica, els dipòsits normalment provenen de l'aire en forma de cendra volcànica, lapilli i bombes o blocs ejectats des del mateix volcà, mesclats amb roques del país.
Les roques piroclàstiques poden estar compostes per un ampli rang de mides de clast; des de grans aglomerats, a cendres molt fines i toves volcàniques. Els piroclasts de diferents mides es classifiquen com bombes volcàniques, lapilli i cendra volcànica. La cendra es considera un piroclast perquè és una pols fina feta de roca volcànica. Les ignimbrites, són dipòsits formats per gas a alta temperatura i cendra per un flux piroclàstic.
Classificació de Piroclasts
| Mida del clast | Piroclast       | Tefra: principalment inconsolidat | Roca priroclàstica: principalment consolidada |
| -------------- | --------------- | --------------------------------- | --------------------------------------------- |
| > 64 mm        | Bloc, bomba     | Aglomerat                         | Aglomerat, bretxa piroclàstica                |
| < 64 mm        | Lapillis        | Capa, tefra de lapilli            | Tova de lapilli, pedra de lapilli             |
| < 2 mm         | Cendra gruixuda | Cendra gruixuda                   | Tova (cendra) gruixuda                        |
| < 0.063 mm     | Cendra fina     | Cendra fina                       | Tova (cendra) fina                            |

Es poden distingir tres formes de transport: flux piroclàstic, surgència piroclàstica, i caiguda piroclàstica. Les partícules que cauen dels núvols de l'erupció formen capes sobre el sòl i es diuen terra.
Una erupció piroclàstica pot ser en forma de lava d'esquitxada o de font en la qual la lava va a parar a l'atmosfera amb cendra, materials piroclàstics i altres subproductes volcànics. Les erupcions de Hawaii com les del Kilauea poden projectar magma en suspensió en el gas i això s'anomena “font de foc” (‘fire Fontaine’). Aquest magma si és prou calent pot fer un flux de lava.
Els dipòsits piroclàstics consten de piroclasts que no estan fonamentats entre ells. La tova volcànica són dipòsits piroclàstics que s'han litificat.